# Lý Tòng Quân
Lý Tòng Quân (tiếng Trung: 李从军; sinh tháng 10 năm 1949) là cựu Xã trưởng Tân Hoa xã của Trung Quốc. Ông nghỉ hưu vào tháng 12 năm 2014 và người kế nhiệm Thái Danh Chiếu.

## Tiểu sử
Lý Tòng Quân sinh ra ở Lục An, tỉnh An Huy. Ông bắt đầu làm việc từ tháng 10 năm 1968, và gia nhập Đảng Cộng sản Trung Quốc (CPC) vào tháng 5 năm 1983. Năm 1985, ông lấy bằng tiến sĩ văn học tại khoa Văn học Trung Quốc của Đại học Sơn Đông.
Ông là Ủy ban Trung ương Đảng Cộng sản Trung Quốc khóa XVIII và là Ủy viên Ban Chấp hành Trung ương Đảng Cộng sản Trung Quốc khóa XVII. Ông cũng là thành viên ủy ban giáo dục, khoa học, văn hóa và y tế của Đại hội đại biểu nhân dân toàn quốc.